# Наперекосяк
«Наперекося́к» (англ. Double Whammy) — фильм в жанрах комедии и криминальной драмы режиссёра Тома Дичилло. Другой перевод названия — «Двойная осечка».

## Сюжет
Рэй Плуто — детектив по расследованию убийств полиции Нью-Йорка. Не так давно Плуто потерял жену и ребёнка в результате ДТП, и его терзают воспоминания о случившемся. Утешение он находит лишь в курении «травки» и просмотре телевизионной передачи, в которой девушки занимаются фитнесом.
Вместе со своим напарником Джерри Каббинсом они постоянно попадают в комические ситуации. В дополнение ко всему Плуто становится посмешищем для всего города, когда во время вооружённого нападения маньяка-убийцы в «забегаловке», которое происходит на его глазах, в самый неподходящий момент даёт о себе знать больная спина. С должности детектива Рэя Плуто отправляют патрульным в спокойный квартал. Но однажды его приятель Хуан получает ножевое ранение при подозрительном ограблении. Плуто, невзирая на риск для полицейской карьеры, решает провести собственное расследование.

## В ролях
| Актёр          | Роль              |
| -------------- | ----------------- |
| Денис Лири     | Рэй Плуто         |
| Элизабет Херли | доктор Энн Бимер  |
| Луис Гусман    | Хуан Бенитес      |
| Виктор Арго    | лейтенант Спайгот |
| Крис Нот       | Чик Димитри       |
| Дональд Фэйсон | Клетис            |
| Кейт Ноббс     | Дюк               |
| Стив Бушеми    | Джерри Каббинс    |

## Награды
- 2003 — Премия DVD Premiere Award в номинации «Лучший сценарий» получил Том Дичилло.